# Rio Mansoa
O Rio Mansoa (ou Mansôa) é um curso d'água que corre ao norte da Guiné-Bissau, sendo um dos mais importantes rios do país. Sua foz fica à jusante da capital nacional, Bissau. A bifurcação fluvial canal do Impernal, que forma a ilha de Bissau, liga o Mansoa ao rio Geba antes de sua foz. Suas águas também são delimitadoras do arquipélago de Bissau (ou de Mansoa).
O rio nasce no noroeste das terras do sector de Bambadinca, na região de Bafatá, atravessando toda a região de Oio de leste a oeste, até chegar na divisa das regiões de Cacheu e Biombo.
Considera-se que o rio têm dois locais de foz, pois bifurca formando o canal de Cajegute. O braço principal do rio tem sua foz no canal de Geba-Caió, enquanto que o braço canal de Cajegute tem sua foz no encontro das águas do canal de Santa Catarina com o canal de Jata.
A rizicultura nos manguezais da bacia de Mansoa é uma importantíssima atividade agrícola para o país há pelo menos 500 anos.